# Marcheline Bertrand
Marcheline Bertrand, nascida Marcia Lynne Bertrand, (Chicago, 9 de maio de 1950 – Los Angeles, 27 de janeiro de 2007) foi uma atriz norte-americana. Ela foi casada com o ator Jon Voight, com quem teve o filhos e também atores Angelina Jolie e James Haven Voight.

## Biografia
De acordo com a filha, Angelina Jolie, Bertrand é muitas vezes identificada erradamente como atriz francesa: "A minha mãe está tão longe dos franceses parisienses quanto possam imaginar. Ela cresceu num salão de boliche que os meus avós adquiriram".
Bertrand casou com o ator Jon Voight no dia 12 de Dezembro de 1971. O casal teve dois filhos: o ator e cineasta James Haven Voight e a atriz Angelina Jolie. Bertrand e Voight separaram-se em 1976 e divorciaram-se em 1978.
Em 1978, Bertrand conheceu o produtor de Documentários Bill Day de Saviors of the Forest, Missionary Positions. Day e Bertrand viveram juntos durante doze anos em Beverly Hills e Nova Iorque. Numerosos abortos espontâneos acabaram com as esperanças de terem um filho em comum. Como sócios na Woods Road Productions, desenvolveram um projeto cinematográfico chamado Amazônia e venderam-no ao realizador Ridley Scott, mas o projeto nunca foi executado.
Depois da separação de Day em 1993, Bertrand virou as suas atenções para a produção. Foi produtora executiva do documentário Trudell, sobre o ativista nativo americano John Trudell. Foi visto no Festival Sundance de Cinema de 2005.
Bertrand estudou com Lee Strasberg durante os seus primeiros anos como atriz. Muitos anos depois a sua filha haveria de estudar no Lee Strasberg Theatre Institute. Durante uma recente entrevista no Inside the Actors Studio, Angelina Jolie creditou tanto a sua mãe como o seu famoso pai pelo seu envolvimento com a atuação.
Bertrand era avó dos seis filhos de Angelina, Maddox Chivan Jolie-Pitt, Zahara Marley Jolie-Pitt, Shiloh Nouvel Jolie-Pitt, Pax Thien Jolie-Pitt e dos gêmeos Knox Léon Jolie-Pitt e Vivienne Marcheline Jolie-Pitt. O segundo nome de Vivienne, Marcheline, é em honra a Marcheline Bertrand, que já havia morrido quando os gêmeos nasceram.
Em entrevistas com Marie Claire e Larry King Live (Junho de 2007) a sua filha Angelina Jolie declarou que o nome do seu segundo filho, Pax foi escolhido de entre uma lista de nomes selecionada por Bertrand antes da sua morte. Na sua entrevista ao Esquire (Junho de 2007) Jolie revelou que a família materna não tinha muita longevidade. "Não existe muita longevidade do lado da família da minha mãe. A minha avó também morreu jovem e por isso a minha mãe sempre pensou que isso também poderia acontecer com ela....". Quando um repórter lhe perguntou onde ela encontrou a empatia com os menos afortunados ela falou na alegria que viu na sua mãe ao fazer bem aos outros. "Nunca era como algo que ela tinha que fazer por obrigação. Ela tinha uma verdadeira alegria" (Inquirer, 17 de Junho de 2007).

## Últimos anos
No final da vida, Bertrand preferiu ficar fora dos holofotes e não dar entrevistas. Ela morreu em 27 de janeiro de 2007, aos 56 anos, devido a um câncer de ovário, em Los Angeles, depois de uma batalha de sete anos e meio. Os seus filhos, Angelina Jolie e James Haven Voight, além do companheiro de Angelina, Brad Pitt, estiveram no hospital no momento da sua morte.
No seu testamento Marcheline Bertrand deixou uma fortuna estimada em milhares de dólares ao seu irmão, irmã, sobrinhos e netos. Deixou ainda um milhão de dólares a cada filho à Angelina e ao James Haven Voight. (Access Hollywood, Março de 2007). Seu corpo foi cremado e suas cinzas foram espalhadas nas Bahamas.

## Filmografia
- Lookin' to Get Out (1982)
- The Man Who Loved Women (1983)